# Тихомиров, Анатолий Михайлович (тренер)
Анатолий Михайлович Тихомиров (род. 6 февраля 1947 года в Бобруйске) — советский и украинский тренер по лёгкой атлетике (метание молота), заслуженный работник физической культуры и спорта Украины (1996).

## Биография
Анатолий Тихомиров родился 6 февраля 1947 года в Бобруйске, Белорусская ССР. В 1969 году окончил Киевский государственный институт физической культуры. Работал учителем физкультуры в черкасской школе № 8.
С 1974 года является тренером по метанию молота спортивной детско-юношеской школы олимпийских рекордов города Черкассы. Подготовил двух мастеров спорта СССР, пять мастеров спорта Украины, двух мастеров спорта международного класса и одного заслуженного мастера спорта. Был тренером призёра Олимпийских игр 1996 года в Атланте Крикуна Александра — метание молота, занял третье место. Тренирует метательниц молота Наталью Золотухину (работал также с её матерью Викторией) и Валерию Семенкову. Входит в состав тренерского совета сборной команды Черкасской области по лёгкой атлетике.
Награждён почётной грамотой исполкома Уманского городского совета как «лучший по профессии» и за заслуги перед городом.
Хобби — сочинение стихов.